# Tom et Jerry Show (série télévisée d'animation, 1975)
Pour les articles homonymes, voir Tom et Jerry (homonymie).
Tom et Jerry Tom et Jerry Comédie Show
The Tom & Jerry Show est une série télévisée d'animation américaine produite par Hanna-Barbera Productions en association avec MGM Television. Basée sur la série de courts-métrages cinématographiques Tom and Jerry, la série a été diffusée à l'origine sur ABC du 6 septembre au 13 décembre 1975 (pour un total de 16 épisodes). Elle constituait la première partie de The Tom and Jerry/Grape Ape/Mumbly Show, avec The Great Grape Ape Show représentant la deuxième partie et The Mumbly Cartoon Show la troisième partie. Cette série marquait la première fois où Tom et Jerry apparaissaient dans des épisodes animés spécialement produits pour la télévision.
Contrairement aux autres incarnations, Tom et Jerry sont présentés comme des amis plutôt que des ennemis, et cette série n'inclut pas les poursuites burlesques ni la violence caractéristiques des courts-métrages cinématographiques, en raison des préoccupations de l'époque concernant ce type de contenu dans les programmes pour enfants.
Au Québec, elle a été diffusée à partir du 18 décembre 1977 à la Télévision de Radio-Canada.

## Doublage français
- Claude Joseph : Spike, voix secondaires
- Serge Lhorca : voix secondaires

## Épisodes
1. No Way Stowaways / The Sky Bunny / Stay Awake or Else…
2. No Bones About It / An Ill Wind / Beach Bully
3. The Mammoth Manhunt / The Wacky World of Sports / Robin Ho Ho
4. Safe but No Sorry / Gopher Broke / The Super Bowler
5. Tricky McTrout / The Tennis Menace / Chat Cosmique et Souris Métérore
6. The Castle Wiz / Grim and Beat It / The Flying Sorceress
7. The Kitten Sitters / Termites Plus Two / Planet's Pest
8. The Hypochondriac Lion / Give' Em the Air / The Egg and Tom and Jerry
9. Watch Out, Watch Dog / The Super Cyclists / The Police Kitten
10. The Outfoxed Fox / The Towering Fiasco / The Lost Duckling
11. Beanstalk Buddies / Two Stars Are Born / Son of Gopher Broke
12. The Sorcerer's Apprentices / Hold That Pose / The Supercape Caper
13. Chickenrella / Double Trouble Crow / Jerry's Nephew
14. See Dr Jackal and Hide / Planet of the Dogs / The Campout Cutup
15. Triple Trouble / The Bull Fighters / The Cruise Kitty
16. It's No Picnic / The Big Feet / The Great Motorboat Race